# Thomas Franke (Historiker)
Thomas Franke (* 17. November 1957 in Bremen) ist ein deutscher Althistoriker.

## Biografie
Franke studierte Rechtswissenschaften, Geschichte, Ur- und Frühgeschichte und Anglistik an der  Universität Bochum und der Universität Dortmund und schloss  1986 mit dem Magisterexamen ab. Er war Assistent und wissenschaftlicher Mitarbeiter an den Universitäten Osnabrück, Oldenburg, Bochum und Dortmund. Mit dem Thema Die Legionslegaten der römischen Armee im 1. Jahrhundert n. Chr. (Augustus – Traian) wurde er 1989 an der Universität Osnabrück im Fachgebiet Alte Geschichte promoviert und ebendort mit dem Thema Die Dislokation der römischen Legionen in Europa vom 1.–3. Jahrhundert n. Chr. 2008 habilitiert. Er verfasste zahlreiche Artikel im Neuen Pauly, vor allem zu den römischen Kaisern. Das Fach Alte Geschichte vertritt er an der TU Dortmund als Privatdozent. Seit er das erste Staatsexamen für Gymnasium 2006 ablegte, lehrt er im Schuldienst an einem Dortmunder Gymnasium die Fächern Geschichte, Latein und Englisch. Seine Forschungsschwerpunkte sind die römische Armee und Militär, provinzialrömische Archäologie und lateinische Epigraphik. Er ging 2023 in Rente.

## Veröffentlichungen (Auswahl)
- Die Legionslegaten der römischen Armee in der Zeit von Augustus bis Traian. (Bochumer historische Studien. Alte Geschichte. Band 9). Brockmeyer, Bochum 1991, ISBN 3-88339-937-X (= Dissertation).
- Die Dislokation der römischen Legionen in Europa vom 1.-3. Jahrhundert (= Habilitationsschrift).

| Personendaten    | Personendaten           |
| ---------------- | ----------------------- |
| NAME             | Franke, Thomas          |
| KURZBESCHREIBUNG | deutscher Althistoriker |
| GEBURTSDATUM     | 17. November 1957       |
| GEBURTSORT       | Bremen                  |